# Széchényi Domonkos
Széchényi Domonkos (Gyönk, 1871. április 10. – Nagydorog, 1950. március 12.) magyar nagybirtokos, felsőházi tag.

## Élete
1871-ben (más adat szerint 1874-ben) született a Tolna vármegyei Gyönkön, római katolikus, nagybirtokos családban. Tanulmányainak befejezése után átvette családja nagydorogi birtokainak vezetését és attól kezdve évtizedeken át leginkább gazdálkodási ügyekkel foglalkozott.
Viszonylag fiatalon bekapcsolódott Tolna vármegye közéletébe, 1914-ben pedig a király a főrendiházi tagok sorába is beemelte. Alelnöke volt a Nádor-csatorna Ármentesítő Társulatnak, tagja az Országos Szőlő- és Borgazdasági, valamint az állandó Dohánytermelési Szaktanácsnak; elnöke az Országos Földhitelintézet felügyelő bizottságának és tagja az Első Magyar Általános Biztosító Társaság kormányzótestületének. Az 1920-as évek végén a magyar Országgyűlés Felsőházának is tagja volt.